# Pseudepipona poliphemus
Pseudepipona poliphemus är en stekelart som först beskrevs av Kirby.  Pseudepipona poliphemus ingår i släktet Pseudepipona och familjen Eumenidae. Inga underarter finns listade i Catalogue of Life.